# Ludwig Anzengruber
Ludwig Anzengruber (Alservorstadt, Bécs, 1839. november 29. – Bécs, 1889. december 10.) osztrák író. Az osztrák népszínmű műfajának jelentős művelője volt, Johann Nestroy és Ferdinand Raimund hatása alatt. Néhány színművét Magyarországon is előadták.

## Életpályája
1866-tól élt Bécsben, ahol kezdetben rendőrhivatalnok volt. 1870-ben a Theater an der Wien előadásában nagy sikert aratott A kirchfeldi pap című darabjával. Ettől fogva kizárólag az irodalomnak élt.
Világnézete az ateizmushoz állt közel; a filozófusok közül Baruch Spinoza és Ludwig Feuerbach álltak közel hozzá.
Fia, Karl Anzengruber szintén írással foglalkozott.

## Képgaléria

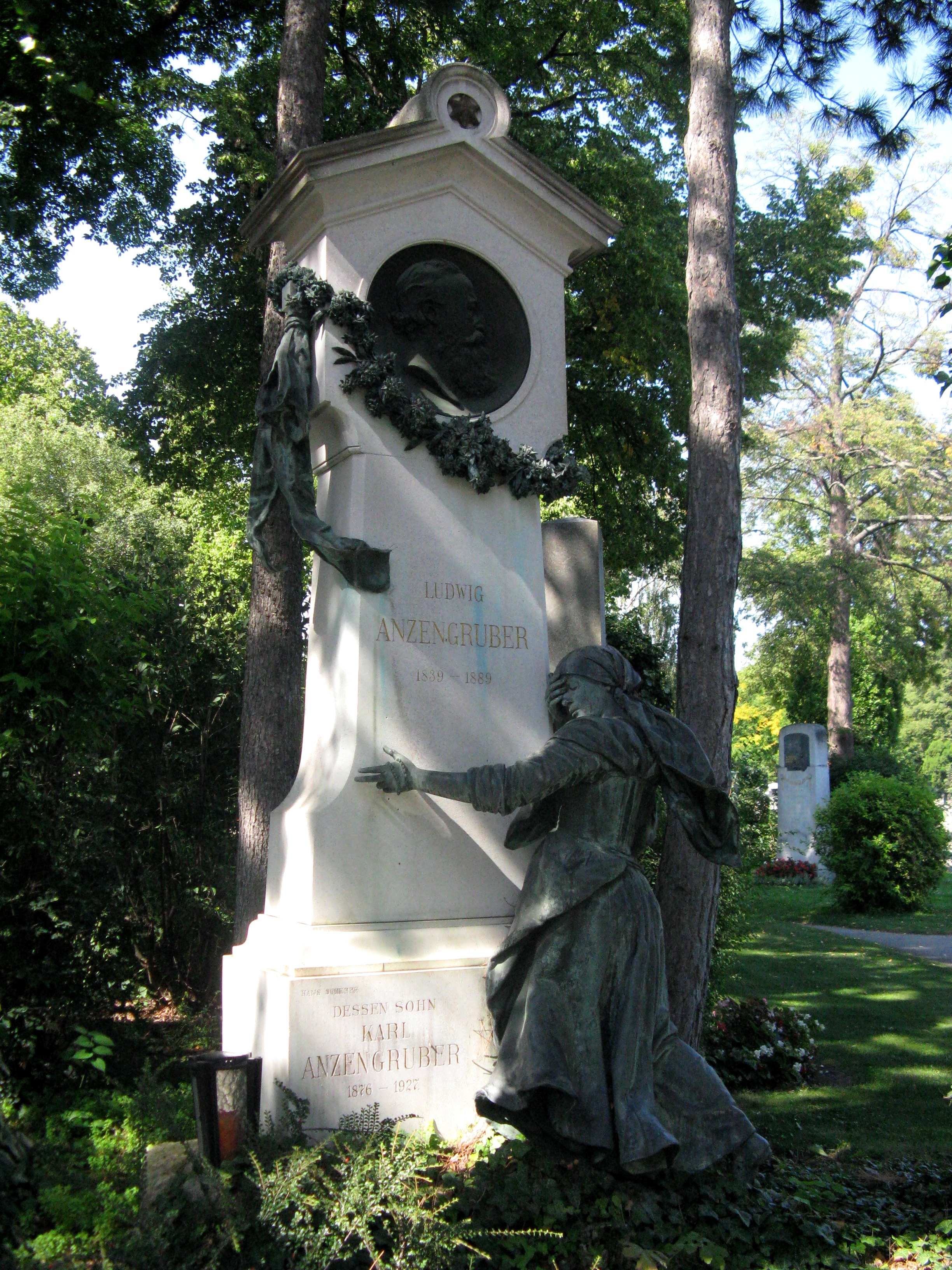
Sírja a bécsi Zentralfriedhofban
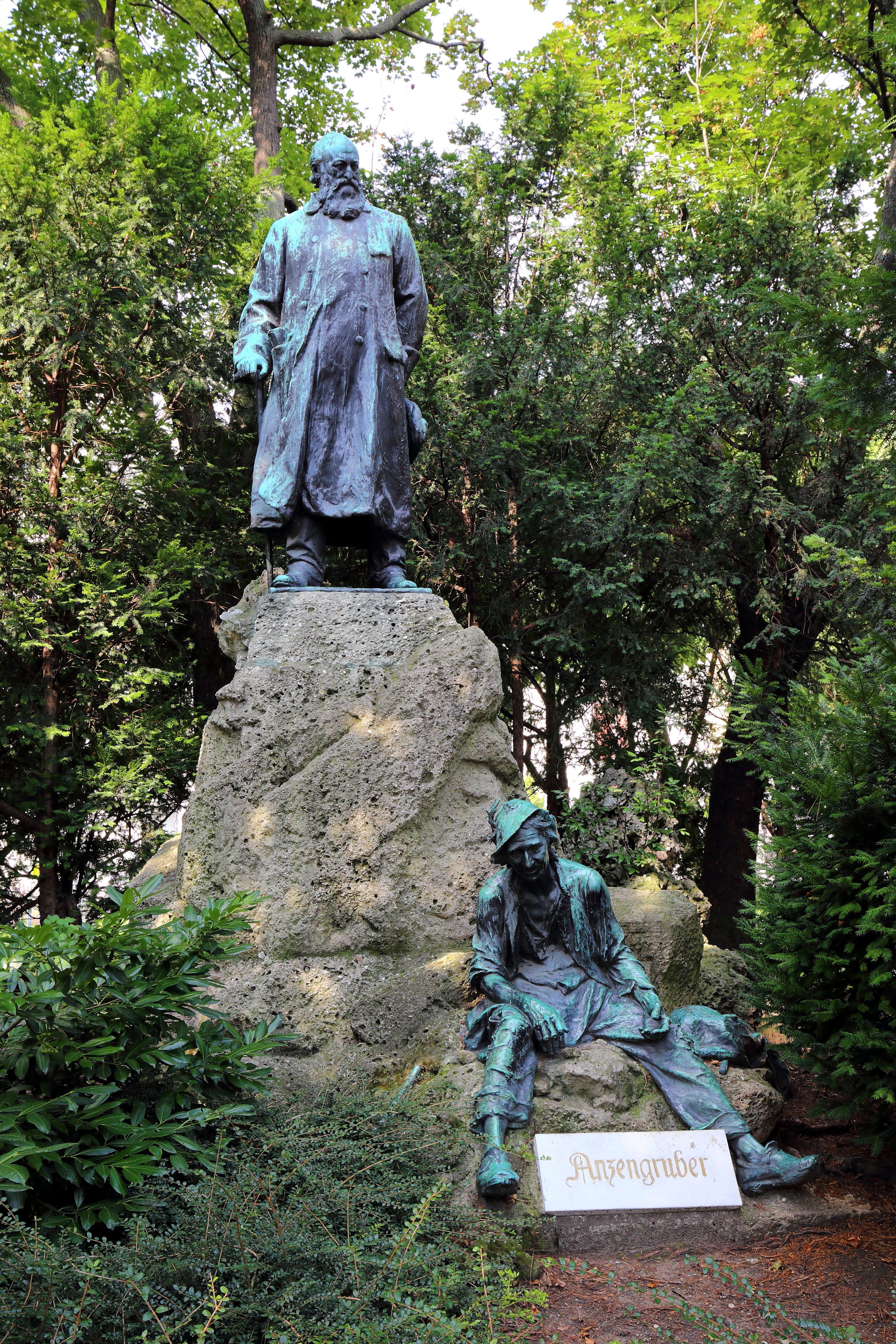
Emlékműve,  Hans Scherpe alkotása, a Schmerlingplatzon
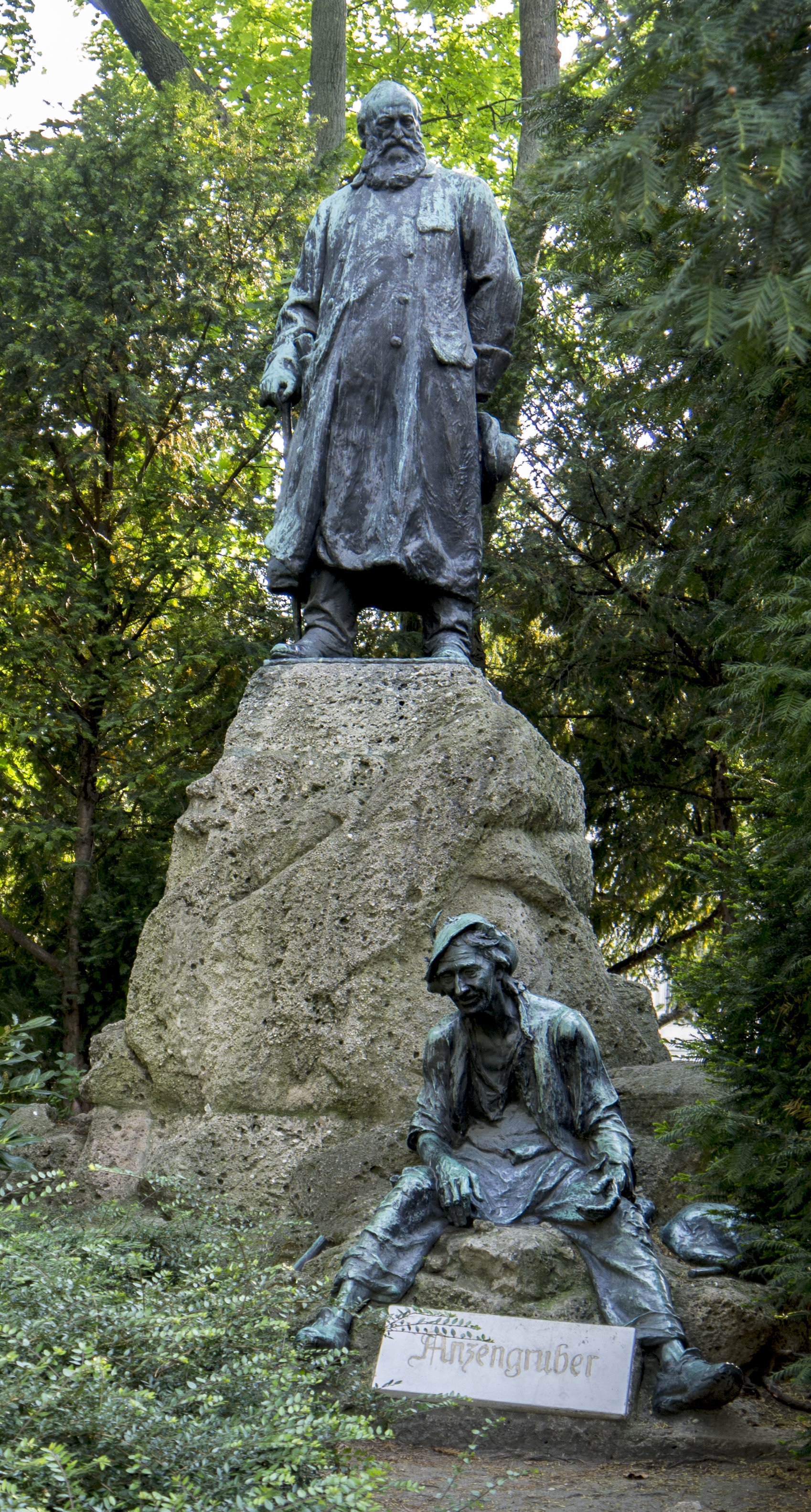
Emlékműve, Thomas Ledl alkotása

## Művei

### Drámái
- A kirchfeldi pap (Der Pfarrer von Kirchfeld) Volksstück mit Gesang in 4 Akten. UA: Theater an der Wien, 5. November 1870
- Der Meineidbauer. Volksstück mit Gesang in 3 Akten. UA: Theater an der Wien, 9. Dezember 1871
- Die Kreuzelschreiber. Bauernkomödie mit Gesang in 3 Akten. UA: Theater an der Wien, 12. Oktober 1872
- Elfriede. Schauspiel in 3 Akten. UA: Carl-Theater, 24. April 1873
- Die Tochter des Wucherers. Schauspiel mit Gesang in 5 Akten. UA: Theater an der Wien, 17. Oktober 1873
- Der G’wissenswurm. Bauernkomödie mit Gesang in 3 Akten. UA: Theater an der Wien, 19. September 1874
- Hand und Herz. Trauerspiel in 4 Akten. UA: Wiener Stadttheater, 31. Dezember 1874
- Doppelselbstmord. Bauernposse in 3 Akten. UA: Theater an der Wien, 1. Februar 1876
- Der ledige Hof. Schauspiel in 4 Akten. UA: Theater an der Wien, 27. Januar 1877
- Der Faustschlag. Schauspiel in 3 Akten. UA: Wien, 1877
- Das vierte Gebot. Volksstück in 4 Akten. UA: Josefstädter Theater, 29. Dezember, 1877
- Jungferngift. Mit Gesang in 5 Abteilungen. UA: Wien, 1878
- Die Trutzige. UA: Wien, 1878
- Alte Wiener. UA: Wien, 1878
- Aus'm gewohnten Gleis. UA: Wien, 1879
- Brave Leut' vom Grund. UA: Wien, 1880
- Heimg'funden. Weihnachtskomödie. UA: Wien, 1885
- Stahl und Stein. Bauernstück. UA: Wien, 1886
- Der Fleck auf der Ehr. Volksstück mit Gesang in 3 Akten. UA: Wien, 1889
- Stahl und Stein. Volksstück mit Gesang in 3 Akten. Dresden und Leipzig, 1887
- Brave Leut vom Grund. Volksstück mit Gesang in 3 Abteilungen. Stuttgart, 1892

### Regényei
- Der Schandfleck. Rosner, Wien, 1877. Überarbeitete Fassung Leipzig, 1884
  - neu aufgelegt: Der Schandfleck. Eine Dorfgeschichte. Eduard Kaiser Verlag, Klagenfurt, 1974
- Der Sternsteinhof. Eine Dorfgeschichte. 1885
- Dorf-Romane. Leipzig, 1884

### Elbeszélései
- Dorfgänge. Gesammelte Bauerngeschichten. Mit einer Plauderei als Vorrede. 2 kötet, 1879
- Die Märchen des Steinklopferhanns. 1880
- Bekannte von der Straße. Genrebilder. Lipcse, 1881
- Feldrain und Waldweg. Sammlung. 1881
- Launiger Zuspruch und ernste Red'. Kalendergeschichten. 1882
- Kleiner Markt. Sammlung. 1882
- Allerhand Humore. Kleinbürgerliches, Großstädtisches und Gefabeltes. Leipzig, 1883
- Die Kameradin. Eine Erzählung. Dresden und Leipzig, 1883
- Wolken und Sunn´schein. Gesammelte Dorfgeschichten. Spemann, Stuttgart, 1888
- Letzte Dorfgänge. Kalendergeschichten und Skizzen aus dem Nachlass. Stuttgart, 1894

## Filmek művei alapján
- Der Doppelselbstmord. Österreich 1918. Regie: Jakob Fleck und Luise Fleck. Mit Liane Haid, Karl Ehmann
- Der G'wissenswurm. Deutschland 1962. Fernsehfilm. Regie: Robert Michal. Mit Fritz Straßner, Max Grießer
- Hand und Herz. Österreich 1917. Als Im Banne der Pflicht. Regie: Jakob Fleck und Luise Fleck. Mit Wilhelm Klitsch, Marie Marchal
- Die Jugendsünde

1. Deutschland 1919. Regie: Georg Alexander. Mit Gerd Egede-Nissen
2. Deutschland 1936. Regie: Franz Seitz. Mit Elise Aulinger, Josef Berger

- Die Kreuzlschreiber Deutschland 1950. Regie: Eduard von Borsody. Mit Fritz Kampers, Wolf Kaiser
- Der Meineidbauer

1. Der Meineidbauer, Österreich 1915. Regie: Jakob und Luise Fleck. Mit Hermann Benke
2. Deutschland 1941. Regie: Leopold Hainisch. Mit Eduard Köck, O. W. Fischer
3. Deutschland 1956. Regie: Rudolf Jugert. Mit Heidemarie Hatheyer, Carl Wery
4. Deutschland / Österreich 2012. Regie: Joseph Vilsmaier. Mit Günther-Maria Halmer u. a.

- Der Pfarrer von Kirchfeld

1. Der Pfarrer von Kirchfeld, Österreich 1914. Regie: Jakob Fleck und Luise Fleck. Mit Ludwig Trautmann, Max Neufeld
2. Deutschland 1926. Regie: Jakob Fleck und Luise Fleck Mit William Dieterle, Fritz Kampers
3. Der Pfarrer von Kirchfeld, Österreich 1937. Als Regie: Jakob Fleck und Luise Fleck. Mit Hans Jaray, Ludwig Stössel
4. Das Mädchen vom Pfarrhof, Österreich/Deutschland 1955. Regie: Alfred Lehner. Mit Waltraut Haas, Erich Auer
5. Der Pfarrer von Kirchfeld, Deutschland 1955. Regie: Hans Deppe. Mit Claus Holm und Ulla Jacobsson

- Der Schandfleck

1. Der Schandfleck, Österreich 1917. Regie: Jakob Fleck und Luise Fleck. Mit Liane Haid, Karl Ehmann
2. Der Schandfleck, Österreich 1956. Regie: Herbert B. Fredersdorf. Mit Gerti Bens, Armin Dahlen
3. Deutschland 1999. Fernsehfilm. Regie: Julian Pölsler. Mit Hans-Michael Rehberg, Fritz Egger

- Der Sternsteinhof. Deutschland 1976. Regie: Hans W. Geissendörfer. Mit Katja Rupé, Tilo Prückner
- Über Kreuz. Deutschland 1995. Fernsehfilm. Regie: Imo Moszkowicz. Mit Gundi Ellert, Gerd Anthoff
- Das vierte Gebot

1. Deutschland 1912. Regie: Charles Decroix
2. Österreich 1914. Produktion: Wiener Kunstfilm-Industrie
3. Österreich/Deutschland 1920. Als Martin Schalanters letzter Gang. Eine Elterntragödie. Regie: Richard Oswald
4. Österreich 1950. Regie: Eduard von Borsody. Mit Attila Hörbiger, Dagny Servaes
5. Österreich 1964. Fernsehfilm. Regie: Walter Davy

- Der Weiberkrieg Deutschland 1928. Regie: Franz Seitz. Mit Liane Haid,Josef Eichheim
- Die Widerspenstigen Deutschland 1977. Fernsehfilm. Regie: Olf Fischer. Mit Gerhart Lippert, Katharina de Bruyn

## Díjai, elismerései
- Schiller-díj (Schiller-Preis; 1878)
- Grilparzer-díj (Grillparzer-Preis; 1887)

## Fordítás
Ez a szócikk részben vagy egészben  a   Ludwig Anzengruber című német Wikipédia-szócikk fordításán alapul.  Az eredeti cikk szerkesztőit annak laptörténete sorolja fel. Ez a jelzés csupán a megfogalmazás eredetét és a szerzői jogokat jelzi, nem szolgál a cikkben szereplő információk forrásmegjelöléseként.